# Wright Modelo A
El Wright Modelo A fue uno de los primeros aviones producido por los hermanos Wright en Estados Unidos, comenzando en 1906. Fue un derivado del Flyer III de 1905. Los construyeron unos siete Modelo A en su taller de bicicletas en el periodo de 1906-1907, en el que no realizaron vuelos. Uno de éstos fue enviado Le Havre en 1907 como anticipación a la demostración que se haría en Francia. El Modelo A tenía un motor de 26 kW (35 hp) y asientos para dos personas con una nueva disposición de los controles. El resto era idéntico al avión de 1905. El Modelo A fue el primer avión que ellos ofrecieron para la venta, y el primer avión en ser producido en serie en el mundo. Además de las siete máquinas construidas por los Wright, los hermanos vendieron licencias para ser producidos en Europa, siendo la Flugmaschine Wright GmbH de Alemania el mayor constructor, con cerca de 60 ejemplares.
El Flyer Militar 1909 fue una especie de Modelo A construido por los hermanos Wright. Con las alas acortadas 0,6 m y el motor que fue rescatado del destrozado Flyer 1908 de Fort Myer, difería del Wright A estándar en tamaño y en una velocidad mayor. El avión fue presentado exitosamente en Fort Myer, Virginia, el 28 de junio de 1909 para el U.S. Army Signal Corps, el cual ofreció un contrato de u$s25.000 (u$s591.000 a valores de hoy) por un avión con capacidad para volar a 64 km/h con dos personas a una distancia de 200 km. Después de rigurosos ensayos, el Signal Corps aceptó el avión el 2 de agosto de 1909, pagando a los hermanos u$s30.000 (u$s709.000 a valores de hoy).

## Disposición de controles individuales
Wilbur y Orville idearon controles de vuelo algo diferentes en los aviones Modelo A que construyeron separadamente en Francia y en Estados Unidos para las demostraciones de 1908 y 1909. El National Air and Space Museum del Smithsonian se refieren a «El método Wilbur» y «El método Orville». En el método de Wilbur, los controles de dirección y alabeo estaban combinados en la misma palanca que el piloto manejaba con la mano izquierda. Moviéndola hacia adelante y atrás se comandaba el timón de profundidad, mientras que el movimiento a los costados controlaba la flexión del ala (alabeo). En el método Orville, movimiento la palanca se controlaba la deformación del ala, mientras que un control en el extremo superior de dicha palanca controlaba el timón de dirección. En ambos métodos, la mano izquierda manejaba el elevador delantero para controlar el cabeceo del avión. Wilbur entrenó a pilotos italianos y franceses usando su método, mientras que Orville, usando su vez el suyo, entrenó a pilotos alemanes en 1909 para la Wright GMBh así como también pilotos estadounidenses en la escuela de vuelo de la Wright Company.

## Sobrevivientes
- Wright Flyer III, que fue en sí mismo el prototipo 1908. El Flyer III fue restaurado a fines de la década de 1940 a su configuración original de 1905.
- El Wright Militar Modelo A original está ahora en exhibición en el National Air and Space Museum en Washington D. C..[4] Se encuentra en un estado más cercano al original con respecto a como lo recibió el Smithsonian en 1911.
- El único Modelo A estándar original, y el único sobreviviente de los ejemplares construidos en Dayton, es el que usó Orville Wright para la demostración en Tempelhof, Alemania, en septiembre de 1909. Se encuentra en el Deutsches Museum, Múnich.

## Reproducciones
- Una reproducción exacta del Flyer Militar 1909 está en exhibición el National Museum of the United States Air Force en Dayton, Ohio. Esta reproducción fue construida por el personal del Museo en 1955. Está equipado con un motor original donado personalmente por Orville Wright para esta réplica, mientras que las cadenas, piñones, y las hélices fueron donados por los herederos de los bienes Wright, y se añadieron a la réplica luego de ser restaurados.[5]

- En 2008, Ken Hyde construyó una réplica exacta del Wright Flyer Militar Modelo A 1908, el cual fue en sí mismo uno de los Dayton 7. Esto fue por el aniversario número 100 y la conmemoración del primer viaje de Orville Wright a Fort Myer, y también la muerte de Thomas Selfridge. Hyde dijo en un reportaje a la prensa que la reproducción está en condiciones de volar, pero por el momento solo se mantiene en exhibición estática.

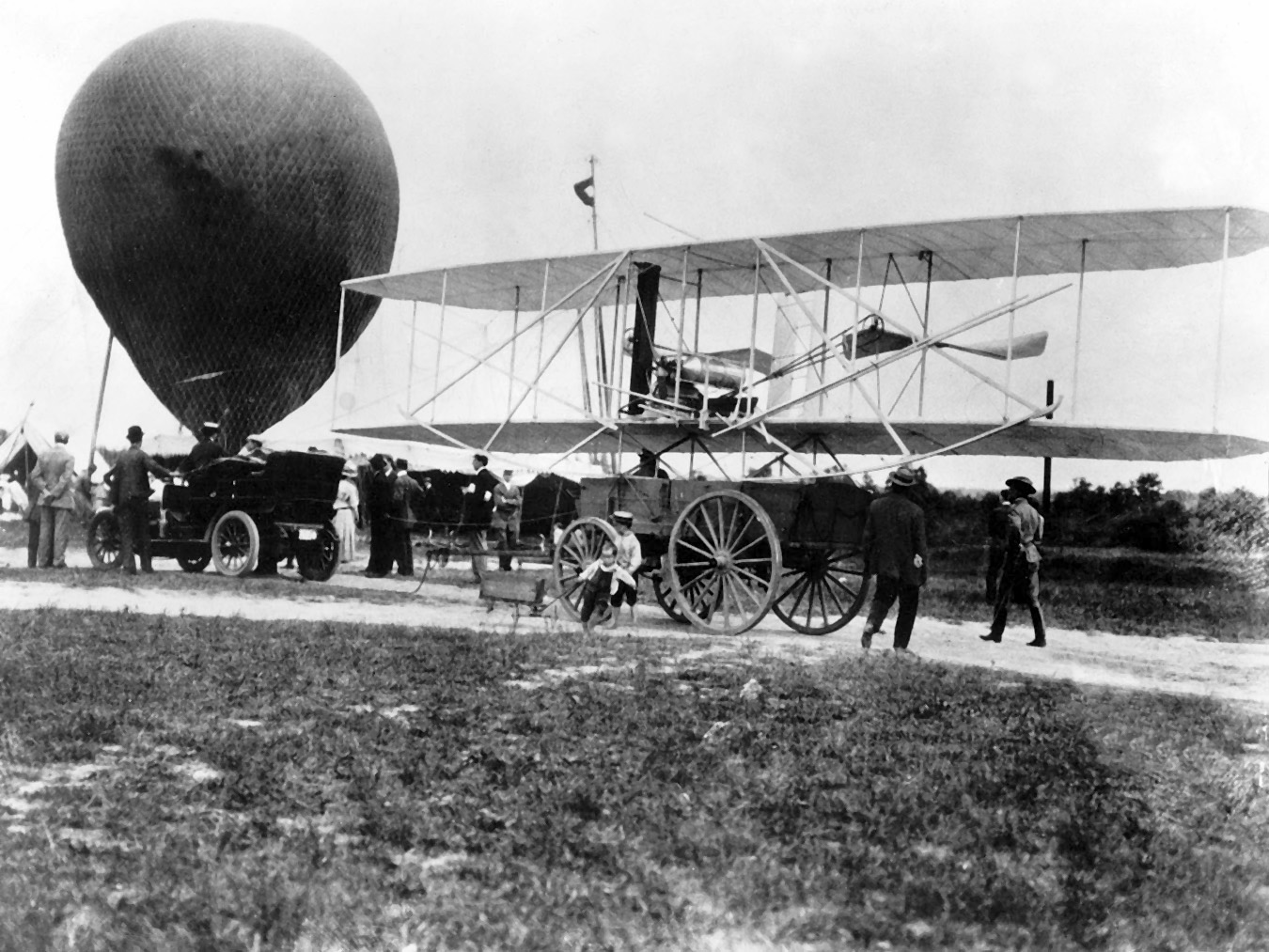
El Wright Flyer 1908 Modelo A Militar arriba en Fort Myer, Virginia a bordo de un vagón, atrayendo la atención de niños y grandes.

### Fuente
- Esta obra contiene una traducción  derivada de «Wright Model A» de Wikipedia en inglés, publicada por sus editores bajo la Licencia de documentación libre de GNU y la Licencia Creative Commons Atribución-CompartirIgual 4.0 Internacional.

- Datos: Q751970
- Multimedia: Wright Model A / Q751970